# 笠原園花
笠原 園花（かさはら そのか、女性、1992年〈平成4年〉3月30日 - ）は、チアリーディング振付・指導者。元チアリーディング選手。青山学院大学卒業。神奈川県川崎市出身、東京都在住。

## 経歴
3歳の頃から日本舞踊・クラシックバレエ・バトントワリングを習い、小学校時代はバレーボール部に在籍。小学校高学年から中学3年までダンススクールに通っていた。
東京都立国立高等学校入学時にチアリーディングを始め、高校3年の2009年にはジャパンカップ決勝に出場。2010年に青山学院大学国際政治経済学部入学。大学でも体育会チアリーディング部で活動し、2012年のジャパンカップ決勝にも出場した。大学4年次に韓国・高麗大学へ交換留学した際は韓国のチアリーディングクラブに所属し、アジア大会に韓国チームとして出場。
大学卒業後は東京のチアリーディングクラブチーム「PHOENIX」に所属し、2016年のチアリーディング世界選手権に日本代表メンバーとして出場。2016年より仕事の関係でドバイ勤務になった際は、現地でチアリーディングチーム「UAE ALLSTARS CHEERLEADING」を立ち上げ、10カ国以上からきたメンバーをまとめた。
2018年1月より、本格的にチアリーディングを学ぶためオーストラリアへ渡航。オーストラリア・メルボルンにある当時世界2位の実力があったSouthern Cross Cheerleadingのトライアウトへ合格しその後2年間所属。2019年にはオーストラリアカトリック大学(Australian Catholic University）チアリーディング部のヘッドコーチを務めた。
2020年3月、新型コロナウイルス感染症の影響で日本へ帰国し、その後は日本各地でワークショップを開催したり、指導・振付を行なっている。2022年からはチアリーディング日本代表チームのヘッドコーチとしても活動を行う。
また、大学卒業後は日本電気株式会社(NEC)に就職するも、半年で退社。「海外で働く」という夢を叶えるため、2016年アラブ首長国連邦・ドバイに移住し勤務を始める。2018年にオーストラリアに移住した際は、オーストラリア最大の日本食輸入商社にて勤務。その後、チアリーディングコーチとしてのキャリアも築き現在に至る。

## 実績
| 年     | 大会名                                   | 部門                        | 結果    |
| ------ | ---------------------------------------- | --------------------------- | ------- |
| 2009年 | JAPAN CUP チアリーディング日本選手権大会 | 高校部門 （決勝Entry No.1） | 第4位   |
| 2012年 | JAPAN CUP チアリーディング日本選手権大会 | 大学部門 （決勝Entry No.7） | 第6位   |
| 2013年 | 韓国チアリーディング全国大会             |                             | 優勝    |
| 2015年 | JAPAN OPEN チアリーディング選手権大会    | 男女混成部門                | 優勝    |
| 2016年 | チアリーディング世界選手権大会           | 男女混成部門                | 第13位  |
| 2018年 | チアリーディング世界選手権大会           | 男女混成部門                | 第6位   |
| 2018年 | オーストラリアチアリーディング全国大会   | 男女混成部門                | 優勝    |
| 2019年 | チアリーディング世界選手権大会           | 女子部門                    | 世界5位 |
| 2019年 | オーストラリアチアリーディング全国大会   | 男女混成部門                | 優勝    |

## 出演

### テレビ番組
- 日本テレビ「スッキリ」ドバイ万博紹介コーナーにて出演
- NHK「ニュース シブ5時」オーストラリアワーキングホリデーに関して講演を行った
- とちぎテレビ「イブ6プラス」
- 上越ケーブルテレビジョン「NEWS LINK」

### ラジオ番組
- SBS Radio：笠原園花＆浜口百香　サザンクロス・チアリーディング　アスリート兼コーチ